# Anne de Masny
Anne de Masny (24 juillet 1355 – 3 avril 1384), comtesse de Pembroke et suo jure 2e baronne de Masny, est une femme de la noblesse anglaise du XIVe siècle.

## Biographie
Anne de Masny est l'un des trois enfants et la fille aînée de Wauthier de Masny, 1er baron de Masny, et de Marguerite de Norfolk, 2e comtesse de Norfolk. Son père, d'abord page au service de Philippa de Hainaut, s'illustre au cours de la guerre de Cent Ans et est vivement récompensé de ses services par le roi Édouard III. Sa mère est quant à elle la fille aînée et en définitive l'unique héritière de Thomas de Brotherton, 1er comte de Norfolk et fils du roi Édouard Ier. 
Anne épouse en juillet 1368 Jean de Hastings, 2e comte de Pembroke. Ils ont un fils, Jean de Hastings, né quelques mois après la capture de son père lors de la bataille de La Rochelle en 1372. Le père d'Anne meurt cette même année et elle devient suo jure baronne de Masny, son frère et sa sœur étant décédés. Son mari meurt quant à lui en captivité en 1375. Peu de temps avant sa mort en 1384, Anne est intronisée dame de la Jarretière. 